# یواس‌اس اکسکیوت (ای‌ام-۲۳۲)
یواس‌اس اکسکیوت (ای‌ام-۲۳۲) (به انگلیسی: USS Execute (AM-232)) یک کشتی بود که طول آن ۱۸۴ فوت ۶ اینچ (۵۶٫۲۴ متر) بود. این کشتی در سال ۱۹۴۴ ساخته شد.